# 三迫ボクシングジム
三迫ボクシングジム（みさこボクシングジム）は、東京都練馬区に所在するプロボクサー養成を主目的としたジム。株式会社三迫プロモーションが運営する。

## 沿革
野口ボクシングジムで日本及び東洋王座を獲得した三迫仁志の手により江東区塩浜に1960年12月25日に設立された。
千代田区の飯田橋に事務所を置き板橋区大山町に練習場を置いた時代を経て、1990年4月から現在の事務所・練習場を運営している。現施設は2010年9月完成。
かつての同ジム所属選手が立ち上げたジムを「三迫一門会」としてまとめている。
2014年2月を以って、初代会長の息子でマネージャー兼会長代行も務めてきた三迫貴志が2代目会長に就任。

## 所属選手

### 世界王者
- 輪島功一（WBA・WBC世界スーパーウェルター級）
- 三原正（WBA世界スーパーウェルター級）
- 友利正（WBC世界ライトフライ級）
- 吉田実代（WBO女子世界スーパーフライ級。第5代王座在位中にEBISU K's BOXから移籍）
- 晝田瑞希（WBO女子世界スーパーフライ級）

### 現役選手
- 麻生興一（第39代日本スーパーライト級王者）
- 吉野修一郎（第62代日本・第47代OPBF東洋太平洋・元WBOアジアパシフィックライト級王者）
- 永田大士（第42代日本スーパーライト級王者。現OPBF東洋太平洋・WBOアジアパシフィックスーパーライト級王者。）
- 佐川遼（第64代日本フェザー級王者）
- 中川健太（第38代日本スーパーフライ級王者。レイスポーツから移籍）
- 出田裕一（第41代日本スーパーウェルター級王者。ヨネクラから移籍）
- 晝田瑞希（第4代日本女子フライ級王者。現WBO女子世界スーパーフライ級王者）
- 山口仁也（第5代日本スーパーフライ級ユース王者）
- 橘ジョージ（協栄から移籍）
- 川満俊輝（現日本ライトフライ級王者）
- 鵜川菜央（現WBO女子アジア太平洋アトム級王者。FLARE山上から移籍）
- 川浦龍生（現WBOアジア太平洋スーパーフライ級王者。川島から移籍）

### 過去に所属していた選手
- 須藤信充
- 椎野大輝（後にトレーナー）
- 村田諒太（帝拳へ移籍）
- 高橋美徳
- 桜井孝雄
- 門田新一
- 三迫将弘
- 横沢健二
- 福田健吾
- 三谷大和
- 西川浩二
- 名嘉間堅徳
- 相澤国之
- 升田貴久
- 榎本信行
- 齋藤孝志[3]
- ジョー・ノイナイ（所属時のリングネームはジョー・ミサコ）
- 戸部洋平（第36代日本スーパーフライ級王者）
- 竹中良（第46代OPBF東洋太平洋フェザー級王座。古口ジムより移籍）
- 鈴木悠介（八王子中屋から移籍、第73代日本バンタム級王者）
- 勅使河原弘晶（輪島スポーツから移籍、第44代OPBF東洋太平洋スーパーバンタム級王者）
- 堀川謙一（第38代・第41代日本ライトフライ級王者。第37代OPBF東洋太平洋ライトフライ級王者。SFマキから移籍）
- 小原佳太（第37代日本スーパーライト級王者。第36代OPBF東洋太平洋スーパーライト級王者。元WBOアジア太平洋ウェルター級王者。第56代日本ウェルター級王者。）
- 田中教仁（第30代日本ミニマム級王者。ドリームから移籍）
- 岩井大
- 藤北誠也
- 鈴木なな子（第5代日本女子ミニマム級王者。ワタナベから移籍、横浜光へ移籍）
- 藤田炎村（第45代日本スーパーライト級王者。名古屋大橋から移籍、横浜光へ移籍）
- 馬場龍成（EBISU K's BOXへ移籍）

## 交通アクセス
- 東武東上線東武練馬駅南口より徒歩4分。

## 三迫一門会
- 国際ボクシングスポーツジム（現在は廃業）
- ワンツースポーツクラブ
- 輪島功一スポーツジム
- ランドボクシングジム
- フォーラムスポーツジム（旧ファミリーフォーラムボクシングジム）
- 調布三迫ボクシングジム
- 三谷大和スポーツジム（現在は破門）